# Aphilopota caeca
Aphilopota caeca är en fjärilsart som beskrevs av Louis Beethoven Prout 1913. Aphilopota caeca ingår i släktet Aphilopota och familjen mätare. Inga underarter finns listade i Catalogue of Life.